# 維利內 (伊凡諾-法蘭科夫斯克州)
48°59′12″N 25°6′6″E / 48.98667°N 25.10167°E
維利內（羅馬化：Vilne）是烏克蘭西部的村莊，隸屬伊萬諾-弗蘭科夫斯克州的伊萬諾-弗蘭科夫斯克區。該村始建於1745年，面積1.56平方公里，2001年人口89，人口密度每平方公里57.1人。